# Tuanku Abdul Rahman

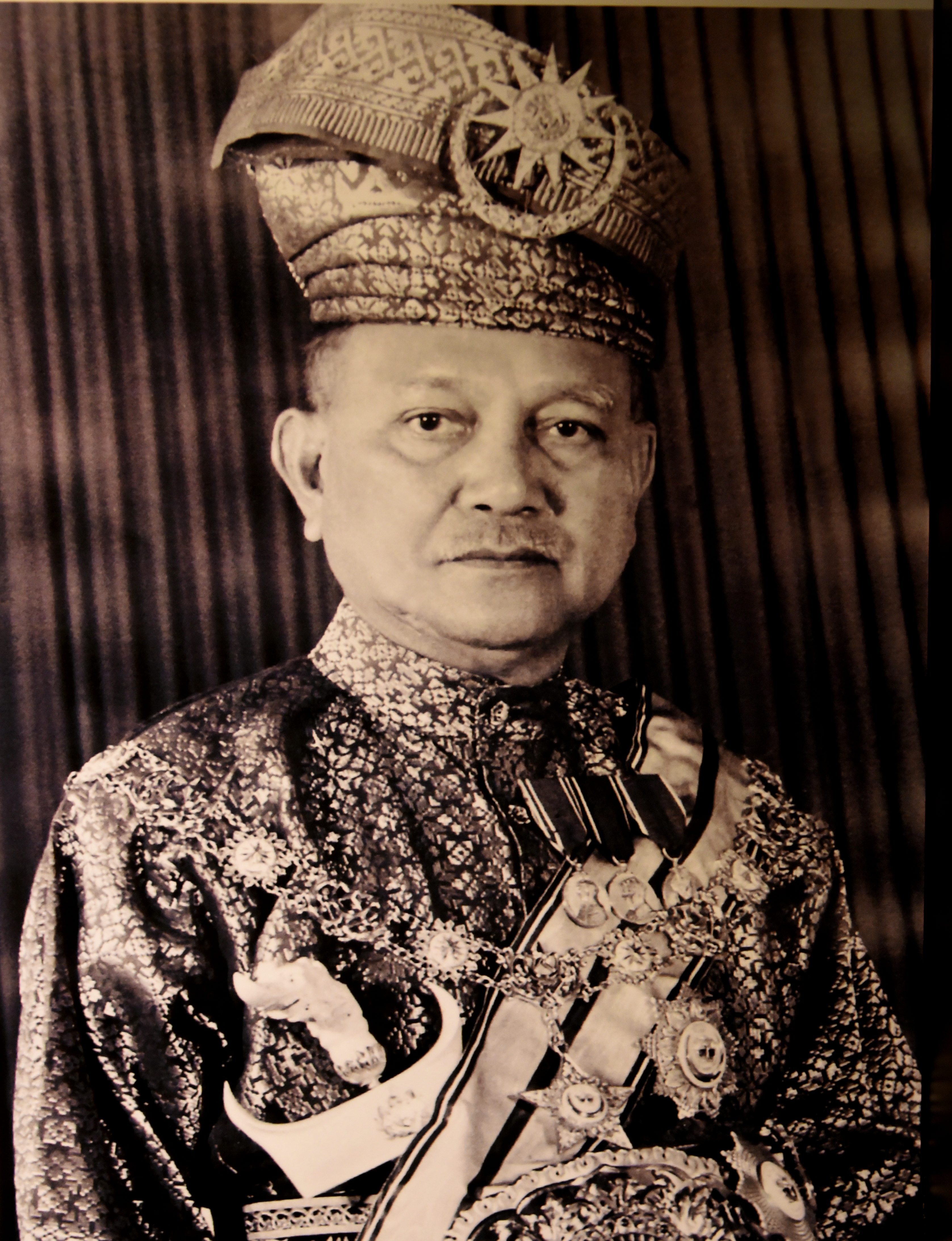
Tuanku Abdul Rahman

Tuanku (of Tunku) Abdul Rahman ibni Almarhum Tuanku Muhammad (Seri Menanti (Negeri Sembilan), 24 augustus 1895 - Istana Negara (Kuala Lumpur), 1 april 1960) was de eerste gekozen Yang di-Pertuan Agong oftewel Hoogste heer, men vertaalt ook "koning", van Maleisië. Hij was de gekozen Yang di-Pertuan Besar oftewel Grote heer van het eiland Seri Menanti aan de Maleisische westkust en werd door de vier stamhoofden en feodale heersers van deze federatie van eilanden als tweede Yang di-Pertuan Besar van Negeri Sembilan gekozen. 
De tweede zoon van koning Tuanku Muhammad ibni Almarhum Tuanku Antah en Tunku Puan Chik maakte carrière in het lokale bestuur en haalde een Bachelor of Arts aan het St Catharine's College te Cambridge
De jonge aristocraat diende het Britse koloniale bestuur maar was fel nationalistisch. Zijn anti-Britse redevoeringen gedurende de Japanse bezetting verdedigde hij in 1945 met de bewering onder druk te zijn gezet.
Hij ondertekende het Maleisische Unie-verdrag maar verwierp de onder Maleisiërs impopulaire unie met Singapore later. De aan de Inner Temple opgeleide gekroonde jurist liet in Londen tegen het Britse Malayabeleid van Clement Attlee procederen.
Op 3 augustus 1957 werd de jongere Abdul Rahman en niet Sultan Abu Bakar van Pahang met acht stemmen tegen een door de negen heersers van Maleisië tot Yang di-Pertuan Agong of "Hoogste Heer" gekozen. Er was nog geen kroon. De nieuwe vorst werd beëdigd en kuste een gouden kris.
Zijn vijfjarige ambtstermijn heeft Abdul Rahman niet volgemaakt; hij stierf op 1 april 1960.
Abdul Rahman was een populair vorst en gaf gestalte aan het nieuwe koningschap. Zijn opvolgers hebben zijn traditioneel Negeri Sembilaanse hoofdtooi, zijn protocol en zijn wijze van ambtsaanvaarding overgenomen. Hij stichtte ook de twee oudste ridderorden in zijn land. Zijn portret prijkt op alle Maleisische bankbiljetten en veel munten.
De koning stond aan de wieg van de Maleisische democratie. Hij liet als constitutioneel monarch het beleid over aan de, ook toen al, autoritaire premier Tunku Abdul Rahman Putra Al-Haj.